# Роллинз, Говард
Говард Роллинз (англ. Howard Rollins, 17 октября 1950 — 8 декабря 1996) — американский актёр.
Родился в Балтиморе, штат Мэриленд, младшим из четырёх детей в семье. После окончания средней школы Роллинз изучал актёрское мастерство в Университете Тоусон. В 1970 году дебютировал в качестве актёра на телевидении, а затем переехал в Нью-Йорк, где стал появляться в бродвейских постановках. В 1981 году дебютировал на большом экране в картине Милоша Формана «Рэгтайм», роль в котором принесла ему номинации на премии «Оскар» и «Золотой глобус». В дальнейшем Роллинз много снимался на телевидении, став в 1981 году номинантом на премию Эмми за роль в телесериале «Другой мир».
С конца 1980-х годов на фоне алкогольной и накортической зависимостей у Роллинза стали появляться частые проблемы с законом: в 1988 году его арестовали за хранение кокаина, в 1992 и 1993 годах его трижды арестовывали за вождение автомобиля в нетрезвом виде. В 1994 году он месяц провёл в тюрьме за опасную езду, после чего был исключен из состава сериала Полуночная жара в котором до этого снимался на протяжении шести сезонов с в одной из главных ролей  Вирджилла Тиббса.
В целом  зз-за зависимостей и проблем с законом карьера Роллинза к середине 1990-х годов постепенно сошла на нет, ограничивавшись лишь эпизодическими ролями.. 
После прохождения курса реабилитации в 1995 году, актер начал активно работать на восстановлением своей карьеры и репутации. В то же время он снялся в качестве приглашенной звезды в сериале Полицейские под прикрытием, а затем фильме Алкаши. 
В октябре 1996 года  Говард Роллинз был госпитализирован с подозрением на СПИД в одну из клиник Нью-Йорка, где и скончался 8 декабря от лимфомы вызванной этим заболеванием. 13 декабря был похоронен в Балтиморе. 25 октября 2006 года в театре Сенатор была открыта его восковая статуя, которая затем была перенесена в Национальный музей восковых фигур «Великие чернокожие».

## Избранная фильмография
| Год       |   | Русское название           | Оригинальное название    | Роль                  |
| --------- | - | -------------------------- | ------------------------ | --------------------- |
| 1981      | ф | Рэгтайм                    | Ragtime                  | Колхауз Уокер-младший |
| 1982      | с | Другой мир                 | Another World            | Эд Хардинг            |
| 1984      | ф | История солдата            | A Soldier's Story        | капитан Девенпорт     |
| 1988—1994 | с | Полуночная жара            | In the Heat of the Night | Вирджил Тиббс         |
| 1995      | ф | Алкаши                     | Drunks                   | Джозеф                |
| 1995      | с | Полицейские под прикрытием | New York Undercover      | преподобный Хандли    |